# کوانتش لانداؤ
کوانتش لانداؤ در مکانیک کوانتومی، کوانتش مدارهای حلقوی ذرات باردار در میدان مغناطیسی (عمود بر صفحه‌ای ۲ بعدی که ذرات در آن حرکت می‌کنند.) است. در نتیجه ذرات باردار فقط می‌توانند مدارهایی با مقادیر گسستهٔ انرژی را پر کنند که ترازهای لانداؤ نام دارند. ترازهای لانداؤ دارای تبهگنی هستند. کوانتش لانداؤ به طور مستقیم مسئول نوسانات خواص الکترونی مواد بر اثر میدان مغناطیسی اعمال شده است. این اثر به افتخار فیزیکدان شوروی لو لانداو نام‌گذاری شده است.

## معادلات
یک سیستم دو بعدی که در آن ذرات با هم برهم کنشی ندارند (مانند گاز الکترونی دو بعدی یا گرافین) را در نظر بگیرید که در آن ذره‌ای با بار q و اسپین  S در صفحهٔ x-y با مساحت A = LxLy محبوس شده است.
یک میدان مغناطیسی یکنواخت {\displaystyle \mathbf {B} ={\begin{pmatrix}0\\0\\B\end{pmatrix}}} را عمود بر صفحه یعنی در جهت z اعمال می‌کنیم. در نتیجه هامیلتونی خواهد بود:
{\displaystyle {\hat {H}}={\frac {1}{2m}}({\hat {\mathbf {p} }}-q{\hat {\mathbf {A} }}/c)^{2}.}
که در آن p̂ عملگر ذاتی تکانه و Â پتانسیل برداری مغناطیسی است که بدین صورت با میدان مغناطیسی مرتبط است:
{\displaystyle \mathbf {B} =\mathbf {\nabla } \times {\hat {\mathbf {A} }}.\,}
یک سری پیمانه‌ها وجود دارد که می‌توان از هر کدام از آنها برای انتخاب پتانسیل برداری برای میدان مغناطیسی داده شده استفاده کرد. هامیلتونی نسبت به پیمانه ناوردا است یعنی اینکه با اضافه کردن گرادیان میدان اسکالر به Â فاز کلی تابع موج نسبت به مقدار این میدان اسکالر تغییر می‌کند. اما خواص فیزیکی تحت تاثیر پیمانهٔ دیگری تغییر نمی‌یابد. پس برای سادگی در محاسبات پیمانهٔ لانداؤ را انتخاب می‌کنیم:
{\displaystyle {\hat {\mathbf {A} }}={\begin{pmatrix}0\\B{\hat {x}}\\0\end{pmatrix}}.}
که در آن B=|B| و x̂ مولفهٔ  x عملگر مکان است.
در این پیمانه هامیلتونی به صورت:
{\displaystyle {\hat {H}}={\frac {{\hat {p}}_{x}^{2}}{2m}}+{\frac {1}{2m}}\left({\hat {p}}_{y}-{\frac {qB{\hat {x}}}{c}}\right)^{2}}
در این معادله {\displaystyle {\hat {p}}_{y}} با هامیلتونی جابه جا می‌شود و در نتیجه ŷ برای انتخاب پیمانه ظاهر نمی‌شود. به جای {\displaystyle {\hat {p}}_{y}}، ħky ویژه مقدارش را گذاشت و می‌توان هامیلتونی را دوباره بر اساس بسامد زاویه‌ای ωc = qB/mc نوشت:
{\displaystyle {\hat {H}}={\frac {{\hat {p}}_{x}^{2}}{2m}}+{\frac {1}{2}}m\omega _{c}^{2}\left({\hat {x}}-{\frac {\hbar k_{y}}{m\omega _{c}}}\right)^{2}}
که این دقیقاً هامیلتونی نوسانگر هماهنگ کوانتومی است. برای یافتن انرژی (ویژه مقادیر) یادمان باشد که سیستم نسبت به جابجایی انتقالی ناورداست و همچنین هامیلتونی نیز ناوردا است پس انرژی سیسنم مانند انرژی نوسانگر هماهنگ ساده است:
{\displaystyle E_{n}=\hbar \omega _{c}\left(n+{\frac {1}{2}}\right),\quad n\geq 0~}
که انرژی به ky بستگی ندارد پس تبهگن خواهد بود.